# Aharon Harel
Aharon Harel (hebrejsky: אהרן הראל, žil 13. dubna 1932 – 13. prosince 2000) byl izraelský politik a poslanec Knesetu za stranu Ma'arach.

## Biografie
Narodil se ve městě Pinsk v Polsku (dnes Bělorusko). V roce 1935 přesídlil do dnešního Izraele. Vystudoval bakalářský program v oboru ekonomie a statistika na Hebrejské univerzitě a magisterský cyklus v oboru management, pracovní vztahy a lidské zdroje na Technionu.

## Politická dráha
V letech 1942–1950 působil jako instruktor hnutí ha-No'ar ha-Oved ve-ha-Lomed, v roce 1951 se stal členem jeho sekretariátu. V letech 1960–1964 byl předsedou odboru práce strany Mapaj. Pak spoluzakládal stranu Rafi a byl členem jejího ústředního výboru. V letech 1970–1981 předsedal oddělení zaměstnaneckých rad při odborové centrále Histadrut. V letech 1975–1976 přednášel na Ben Gurionově univerzitě v Beerševě, v letech 1976–1981 přednášel na Technionu a v roce 1984 byl ředitelem vzdělávacího ústavu v Bejt Berl. Zasedal ve vedení International Center for Peace in the Middle East.
V izraelském parlamentu zasedl poprvé po volbách v roce 1981, do nichž šel za stranu Ma'arach. Stal se členem výboru práce a sociálních věcí. Opětovně byl za Ma'arach zvolen ve volbách v roce 1984. Nastoupil jako člen do parlamentního výboru pro vzdělávání a kulturu, výboru pro televizi a rozhlas, výboru zahraničních záležitostí a obrany, výboru práce a sociálních věcí a výboru státní kontroly. Mandátu se vzdal během funkčního období v květnu 1988. V parlamentu ho nahradil Avraham Šochat. Po odchodu z Knesetu se stal předsedou Israel Broadcasting Authority.